# 歌舞伎町24小時愛情摩鐵
《歌舞伎町24小時愛情摩鐵》（日语：／ Sayo'nara Kabukichō */?）是一部2015年上映的日本電影，由廣木隆一執導，染谷將太及前田敦子主演。2015年1月24日在日本上映，2015年8月7日在台灣上映。

## 獎項
- 紐約亞洲電影節 新星獎
- 多倫多國際影展 參展影片
- 釜山國際影展 參展影片

## 外部連結
- 爛番茄上《Kabukicho Love Hotel》的資料（英文）
- Yahoo奇摩電影上《歌舞伎町24小時愛情摩鐵》的資料（繁體中文）
- 開眼電影網上《歌舞伎町24小時愛情摩鐵》的資料（繁體中文）
- 互联网电影数据库（IMDb）上《Kabukicho Love Hotel (歌舞伎町24小時愛情摩鐵)》的资料（英文）
- 豆瓣电影上《歌舞伎町24小時愛情摩鐵》的資料 （简体中文）
- 《歌舞伎町24小時 時鐘酒店[]》在香港雅虎的電影頁面（繁體中文）
- 佳映娛樂國際股份有限公司 （页面存档备份，存于）